# Alexandr Čivadze
Alexandr Čivadze, gruzínsky ალექსანდრე ჩივაძე (* 8. duben 1955, Karačajevsk) je bývalý gruzínský fotbalista, jenž reprezentoval Sovětský svaz. Hrával na pozici obránce.
Roku 1980 se stal mistrem Evropy do 21 let. Za sovětskou seniorskou reprezentaci odehrál 46 utkání a vstřelil 3 branky. Získal s ní bronzovou medaili na olympijských hrách v Moskvě roku 1980. Zúčastnil se s ní též mistrovství světa roku 1982 a 1986 (kde ovšem nenastoupil).
S Dinamem Tbilisi vyhrál v sezóně 1980/81 Pohár vítězů pohárů. V roce 1978 se s ním stal mistrem SSSR.
Roku 1980 byl vyhlášen nejlepším fotbalistou Sovětského svazu. O rok později se v anketě o nejlepšího fotbalistu Evropy Zlatý míč umístil na osmém místě.
Po skončení hráčské kariéry se stal trenérem, v letech 1993–1997 vedl gruzínskou reprezentaci, od roku 2012 trénuje gruzínskou jednadvacítku.